# Ariobarzane de Cius
Pour les articles homonymes, voir Ariobarzane.
Ariobarzane de Cius (en grec ancien : Ἀριoβαρζάνης, et en vieux perse : 𐎠𐎼𐎡𐎹𐎠𐎲𐎼𐏀𐎠𐎴) est un satrape de la ville de Cius, qui règne de 420 à 402 av. J.-C.
Il est le premier dynaste  connu de la famille qui a gouverné la ville grecque de Cius (ou Kios), d’où sont issus les rois du Pont à partir du IIIe siècle av. J.-C.

## Biographie
Ariobarzane, qui dirige sa cité au Ve siècle av. J.-C., est très certainement à assimiler avec un homonyme qui a accompagné en 405 av. J.-C. les ambassadeurs athéniens détenus depuis trois ans par Cyrus le Jeune dans sa ville côtière de Cius, en Bithynie. Il est en revanche sans doute à distinguer d’un autre Ariobarzane qui a assisté Antalcidas lors de la conclusion en 387 av. J.-C. de la « paix du Roi ». Il est probablement la même personne que l'Ariobarzane satrape de Phrygie qui fut trahi par son fils Mithridate de Cius durant la révolte des satrapes et condamné à une mort terrible à Suse et crucifié en 362 av. J.-C.

## Famille

### Mariage et enfants
De son mariage avec une femme inconnue, il eut :
- Mithridate de Cius ;
- Au moins deux autres fils.